# Теоремы Мертенса
Теоремы Мертенса — три результата 1874 года, связанные с плотностью простых чисел, доказанные Францем Мертенсом. Название «теорема Мертенса» может относиться также к его теореме в анализе.

## В теории чисел
Ниже {\displaystyle p\leqslant n} означает все простые числа, не превосходящие n.
Первая теорема Мертенса:
{\displaystyle \sum _{p\leqslant n}{\frac {\ln p}{p}}-\ln n}
не превосходит 2 по абсолютной величине для любого {\displaystyle n\geqslant 2}. (последовательность A083343 в OEIS)
Вторая теорема Мертенса:
{\displaystyle \lim _{n\to \infty }\left(\sum _{p\leqslant n}{\frac {1}{p}}-\ln \ln n-M\right)=0,}
где M — константа Майсселя — Мертенса (последовательность A077761 в OEIS). Более точно, Мертенс доказал, что выражение в скобках не превосходит по абсолютному значению
{\displaystyle {\frac {4}{\ln(n+1)}}+{\frac {2}{n\ln n}}}
для любого {\displaystyle n\geqslant 2}.
Третья теорема Мертенса:
{\displaystyle \lim _{n\to \infty }\ln n\prod _{p\leqslant n}\left(1-{\frac {1}{p}}\right)=e^{-\gamma },}
где γ — постоянная Эйлера — Маскерони (последовательность A001620 в OEIS).

### Изменение знака
В работе Робина о степени роста функции суммы делителей, опубликованной в 1983, Гай Робин доказал, что во второй теореме Мертенса разность
{\displaystyle \sum _{p\leqslant n}{\frac {1}{p}}-\ln \ln n-M}
меняет знак бесконечно много раз, а в третьей теореме Мертенса разность
{\displaystyle \ln n\prod _{p\leqslant n}\left(1-{\frac {1}{p}}\right)-e^{-\gamma }}
также меняет знак бесконечно много раз. Результаты Робина аналогичны знаменитой теореме Литлвуда, что разность {\displaystyle \pi (x)-li(x)} меняет знак бесконечно много раз. Никакого аналога числу Скьюза (верхней границе для первого натурального числа x, для которого {\displaystyle \pi (x)>li(x)}) не известны для 2-й и 3-й теорем Мертенса.

### Вторая теорема Мертенса и теорема о простых числах
Относительно асимптотической формулы Мертенс указывает в своей статье на «две любопытные формулы Лежандра», первая является прототипом второй теоремы Мертенса (а вторая является прототипом третьей теоремы Мертенса — см. первые строки статьи). Он указывает, что формула содержится в третьем издании книги Лежандра «Théorie des nombres» (1830; Фактически, он упоминал её во втором издании, 1808), а также что более тщательно проработанную версию доказал Чебышёв в 1851. Заметим, что уже в 1737, Эйлер знал асимптотическое поведение этой суммы .
Мертенс дипломатично описывает своё доказательство как более точное и строгое. В действительности, ни одно из предыдущих доказательств неприемлемо по современным стандартам — вычисления Эйлера вовлекают бесконечность (гиперболический логарифм бесконечности и логарифм логарифма бесконечности!), аргументы Лежандра эвристичны, а доказательство Чебышева, хотя безупречное, опирается на гипотезу Лежандра — Гаусса, которая была доказана лишь в 1896 и после этого стала известна как теорема о распределении простых чисел.
Доказательство Мертенса не обращается к какой-либо недоказанной гипотезе (в 1874) и использует элементарный вещественный анализ. Доказательство опубликовано на 22 года раньше первого доказательства теоремы о распределении простых чисел, которая, в отличие от доказательства Мертенса, опирается на тщательный анализ поведения дзета-функции Римана как функции комплексного переменного.
Доказательство Мертенса в этом отношении замечательно. Более того, в современных обозначениях из него получается
{\displaystyle \sum _{p\leqslant x}{\frac {1}{p}}=\log \log x+M+O(1/\log x)}
с учётом того, что можно показать эквивалентность теоремы о распределении простых чисел (в её простейшей форме без оценки ошибки) формуле
{\displaystyle \sum _{p\leqslant x}{\frac {1}{p}}=\log \log x+M+o(1/\log x).}
В 1909 Ландау с помощью более совершенной версии теоремы о распределении простых чисел доказал, что выполняется 
{\displaystyle \sum _{p\leqslant x}{\frac {1}{p}}=\log \log x+M+O(e^{-(\log x)^{1/14}})}.
В частности, ошибка меньше, чем {\displaystyle 1/(\log x)^{k}} для любого фиксированного целого k. Простое суммирование по частям, использующее наиболее сильную форму теоремы о распределении простых чисел, улучшает формулу до 
{\displaystyle \sum _{p\leqslant x}{\frac {1}{p}}=\log \log x+M+O(e^{-c(\log x)^{3/5}(\log \log x)^{-1/5}})}
для некоторого {\displaystyle c>0}.

## В теории суммируемости
В теории суммирования теорема Мертенса утверждает, что если вещественный или комплексный бесконечный ряд
{\displaystyle \sum _{n=1}^{\infty }a_{n}}
сходится к A, а другой ряд
{\displaystyle \sum _{n=1}^{\infty }b_{n}}
сходится абсолютно к B, то их произведение Коши сходится к AB.